# Vetta Sperella
La Vetta Sperella anche chiamata Piz Sena (3.049 m s.l.m.) è una montagna delle Alpi di Livigno nelle Alpi Retiche occidentali. Si trova a sud-ovest della Scima da Saoseo e del Pizzo del Teo.
Si trova lungo la linea di confine tra l'Italia (Lombardia) e la Svizzera (Canton Grigioni), facendo da spartiacque tra la Valgrosina e la Val Poschiavo.